# 조 조너스
조 조너스(Joe Jonas, 1989년 8월 15일 - )는 미국의 싱어송라이터 및 배우로, 밴드 조나스 브라더스의 일원이다.

## 출연 작품
- 발렌타인 데이 - 모 모리슨 역 (개 목소리)
- 몬스터 호텔 3 - 크라켄 역 (애니메이션)